# Niram Art
Revista Niram Art este o publicație dedicată artelor plastice.
A fost fondată, în 2005, de pictorul Romeo Niram Arhivat în 16 aprilie 2009, la Wayback Machine., la Madrid. În 2007, revista a primit Premiul MAC Presă pentru cea mai bună publicație de artă, decernat de Mișcarea de Artă Contemporană din Portugalia.
Revista Niram Art apare în Spania, având un tiraj de 12.000 de exemplare și conține, pe parcursul a 36 de pagini, eseuri, critică de artă, comentarii, prezentări, poezie, fotografie și diferite alte articole în limbile spaniolă, portugheză, engleză și română.  
Obiectivul revistei este acela de a apropia artiști și galerii din întreaga lume, cu precădere din România, Spania și Portugalia, de a publica și descoperi “artiștii necunoscuți”, alături de cei care deja și-au făcut un nume. Niram Art își dorește să aducă la cunoștința galeriilor în care este distribuită talentele românești, de a crea legaturi, prin facilitarea accesului la informație, între galerii și pictori. Una din rubricile permanente ale revistei o constituie prezentarea la fiecare număr a unei galerii de artă. 
Din colectivul redacției fac parte scriitori, pictori, fotografi, critici și istorici deartă din mai multe țări. Un loc important în paginile revistei Niram Art îl are promovarea culturii românești, revista publicând până acum peste 50 de artiști, critici de artă, scriitori și poeți români precum: Maia Morgenstern, Ioan Iacob, Rodica Toth Poiată, Victor Brauner, Dan Perjovschi, Vlad Nanca, Maia Oprea, Bogdan Ater, Raymond Roca, Florin Ion Firimiță, Marius Moraru, E. Stoenescu, Mircea Popițiu, Marcel Chirnoagă,  Mircea Eliade, Emil Cioran, Dan Caragea, Mihai Eminescu, Lucian Blaga, Tristan Tzara,  Paul Celan și mulți alții.
In Februarie 2009, Revista Niram Art, împreuna cu Galeria de Artă Nicole Blanco din cadrul Espacio Niram din Madrid și Asociația Dialog European, a decernat Premiile pentru Poezie Niram Art 2009 poeților Ioan Es. Pop și Claudiu Komartin, oferind si Diplome de Onoare poeteselor spaniole Lola Con și Carmen Rubio. Trofeul Niram Art 2009 este o creație a artistului plastic Bogdan Ater.
Revista Niram Art a organizat până acum, atât în  din Madrid,precum și în Lisabona, Portugalia, mai multe activități de promovare a culturii românești și a stabilit parteneriate cu o serie de Instituții Culturale.